# Kamen (vulkaan)
De Kamen (Russisch: Камень) is een dode stratovulkaan in het centrale deel van het Russische schiereiland Kamtsjatka.
De vulkaan vormt met 4585 meter de op een na hoogste vulkaan van Kamtsjatka, na de Kljoetsjevskaja Sopka. De vulkaan heeft steile hellingen en ligt te midden van een in noord-zuid verlopende gordel van vulkanen, die geflankeerd wordt door de vulkanen de Kljoetsjevkaja Sopka en Bezymjanny. De Kamen ontstond tijdens het late Pleistoceen en was ook in het Holoceen actief. Rond 700 n.Chr. stortte een groot deel van de oostelijke helling in, waarbij 4 tot 6 km³ aan materiaal naar beneden kwam zetten, die afdaalde tot ruim 30 kilometer ten zuidoosten van de vulkaan.
Het complex bestaat vooral uit andesiete tot basaltische lava met fenocrystische pyroxenen en plagioklaas en zeldzamer hoornblende-andesiet van dezelfde pyroclastische samenstelling. De basis van de vulkaan bestaat uit oude mega-plagiophyre-lava van de vulkaangroep Kljoetsjevskaja en gesteenten van de schildvulkaan Oesjkovskaja Sopka. De zuidoostelijke helling bevat een diep dal, dat werd gevormd als gevolg van een instorting rond 800 tot 1000 n.Chr. De hellingshoek bedraagt hier 45 tot 70° en de ondergrond bestaat uit losliggende rotssteen. De noordelijke en westelijke hellingen beginnen bij de kruisingen met de vulkanen de Oesjkovskaja en Kljoetsjevskaja en zijn met 35 tot 40° ook redelijk steil en bijna volledig overdekt met ijs en firn. De top van de vulkaan is hierdoor zeer moeilijk te beklimmen.